# Phalangeroidea
Super-famille
Phalangeroidea est une super-famille de mammifère.

## Liste des familles
- Burramyidae Broom, 1898
- Phalangeridae Thomas, 1888